# Elaine Paige
Elaine Paige, właściwie Elaine Bickerstaff (ur. 5 marca 1948 w Londynie) – angielska piosenkarka i aktorka musicalowa. Była premierową odtwórczynią ról: Evity w musicalu o tym samym tytule oraz Grizabelli w musicalu Cats. Jest pierwszą sceniczną wykonawczynią dwóch standardów muzycznych pochodzących z tych musicali: Don't Cry for Me Argentina oraz Memory.
W 1995 odznaczona przez królową Elżbietę II Orderem Imperium Brytyjskiego.

## Życiorys

### Dzieciństwo
Urodziła się w Barnet, w północnym Londynie, w rodzinie agenta nieruchomości i modystki. Rodzice mieli w młodości amatorski kontakt z muzyką. Pierwotnie planowała zostać tenisistką, zmieniła zdanie w wieku lat 14 po obejrzeniu West Side Story. Zachęcona przez nauczycielkę muzyki wystąpiła w kilku szkolnych przedstawieniach, m.in. w Weselu Figara Mozarta i w Mesjaszu Händla.

### Początki kariery
Profesjonalny debiut nastąpił w roku 1964 w przedstawieniu The Roar of the Greasepaint–the Smell of the Crowd. W wieku lat 20 debiutowała na West Endzie w inscenizacji Hair – jako część chóru (była również dublerką do roli Sheili). Jej rola wymagała m.in. występowania całkowicie nago w jednej ze scen.
Przez najbliższe kilka lat zagrała role w musicalach:
- Jesus Christ Superstar,
- Nuts,
- Grease (jako Sandy) od (1973-1974)
- Billy – od (1974-1975)
- The Boyfriend (1975–1976)

### Sława

#### Evita
W roku 1976 Paige, wciąż relatywnie mało znana – została wybrana (po wielu miesiącach przesłuchań) jako odtwórczyni głównej roli Evy Peron do nowo powstałego musicalu Evita (kompozycji Andrew Lloyd Webbera z librettem Tima Rice’a). Artystka odtwarzała z sukcesem tę rolę przez 20 miesięcy bez przerwy, zyskując uznanie (otrzymała m.in. nagrodę Laurence Olivier Award za najlepsze wykonanie roku – łącznie w trakcie kariery zdobyła tę nagrodę czterokrotnie).

#### Cats
W roku 1981 Paige znów pojawiła się jako wykonawczyni głównej roli w nowym musicalu Webbera, Cats. Dostała ją na dziesięć dni przed pokazami przedpremierowymi (w chwili gdy aktorka przygotowująca się do tej roli, Judi Dench zerwała ścięgno Achillesa). Artystka odtwarzała tę rolę przez 10 miesięcy. Wykonywany przez nią utwór, Memory, dotarł do szczytu brytyjskiej listy przebojów i stał się standardem muzycznym przynosząc wykonawczyni światową sławę.
W roku 1998 Elaine Paige powtórzyła swoją kreację przy nagraniu filmowego zapisu Kotów (jako jedna z dwóch osób uczestniczących w premierowym przedstawieniu na West Endzie).

### Późniejsza kariera
W roku 1983 artystka wystąpiła w londyńskiej wersji musicalu Abbacadabra (opartym na piosenkach zespołu ABBA). Współpracę z kompozytorami utworów ABBY, Björn Ulvaeusem i Benny Anderssonem kontynuowała następnie z sukcesem przy musicalu Chess (libretto Tim Rice). W późniejszym okresie brała udział w wielu innych przedsięwzięciach muzycznych.
W międzyczasie artystka dawała wiele koncertów, uczestnicząc również w koncertach okolicznościowych jak:
- 50. urodziny Andrew Lloyd Webbera w 1998 roku;
- Hey, Mr Producer! – czterdziestolecie pracy Camerona Mackintosha, producenta dzieł w których odnosiła sukcesy (1998);
- udział w ceremonii otwarcia Zimowych Igrzysk Olimpijskich w Salt Lake City w 2002 roku;
- oraz wielu innych.

### 2010 – 2013
W 2010 roku w programie telewizyjnym I Dreamed A Dream: The Susan Boyle Story zaśpiewała w duecie z Susan Boyle utwór I Know Him So Well; wystąpiła także z repertuarem jazzowym podczas Cheltenham Jazz Festival.
W listopadzie tego roku ukazał się jej nowy album studyjny Elaine Paige and Friends, na który składa się czternaście duetów. Na albumie można usłyszeć znane standardy śpiewane przez Elaine oraz towarzyszących jej artystów, takich jak Paul Anka, John Barrowman, Michael Bolton, Kenny G, Barry Manilow, Johnny Mathis, Idina Menzel, Olivia Newton-John, Billy Ocean, Sinead O’Connor, LeAnn Rimes, Jon Secada, Neil Sedaka oraz Dionne Warwick. Autorami jedynego premierowego utworu zawartego na krążku, It's Only Life, są Gary Barlow oraz Tim Rice. Album został nagrany w Nowym Jorku, a nad jego produkcją czuwał legendarny Phil Ramone. Krążek dotarł na 18. pozycję notowania The Official UK Albums Chart, będąc na liście najlepiej sprzedających się albumów w Wielkiej Brytanii przez kolejnych osiem tygodni. Pod koniec roku Elaine Paige otrzymała złotą płytę za ponad 100,000 sprzedanych egzemplarzy krążka w Wielkiej Brytanii.
Od lutego 2011 roku z powodzeniem dała kilka koncertów w Wielkiej Brytanii, prezentując publiczności nowy program złożony z ulubionych standardów, największych przebojów oraz kilku utworów pochodzących z albumu Elaine Paige and Friends.
W maju i czerwcu 2011 roku na deskach Kennedy Center w Waszyngtonie z wielkim powodzeniem wcieliła się w rolę Carlotty Campion w musicalu Follies, uzyskując uznanie krytyków oraz publiczności. Sukces ten powtórzyła w produkcji Follies na Broadwayu, występując na deskach nowojorskiego Marquis Theatre od września 2011 do stycznia 2012 roku. Za rolę Carlotty została nominowana do Drama Desk Award w kategorii Outstanding Featured Actress in a Musical.
W 2011 roku w Chichester Cathedral odbył się także jej kameralny koncert.
Rok 2012 rozpoczęła dając dwa koncerty w Lincoln Center w Nowym Jorku, by po krótkiej przerwie, w maju powrócić na sześć tygodni do obsady musicalu Follies, tym razem wystawianego na deskach Ahmanson Theatre w Los Angeles.
We wrześniu 2012 roku otrzymała honorowy tytuł doktora przyznany przez University of East Anglia. Rok zakończyła serią udanych koncertów w Nowej Zelandii, Australii, na Dalekim Wschodzie oraz dwoma specjalnymi koncertami w Wielkiej Brytanii: w oxfordzkim Raymond Blanc’s La Manoir oraz londyńskiej Central Hall, Westminster (na rzecz The Prince’s Trust).
W 2013 roku otrzymała BroadwayWorld Los Angeles Award dla najlepszej aktorki musicalowej, a ścieżka dźwiękowa do musicalu Follies z jej udziałem została nominowana w kategorii najlepszy album musicalowy w ramach 55. edycji Grammy Award. W tym roku wyruszyła też w trasę koncertową po Skandynawii, oraz dała kilka koncertów w Wielkiej Brytanii.

### 2014: jubileusz 50-lecia kariery
Na 2014 rok przypada jubileusz 50-lecia pracy artystycznej oraz obecności Elaine Paige na scenie muzycznej. Z tej okazji pod koniec listopada 2013 roku artystka ogłosiła terminy pożegnalnej trasy koncertowej Farewell Tour: Elaine Paige by Page by Page (pol. Trasa pożegnalna: Elaine Paige strona po stronie) w ramach której w październiku 2014 roku zawita do następujących miast Wielkiej Brytanii: Cardiff, Bristol, Manchester, Newcastle-upon-Tyne (Gateshead), Glasgow, Birmingham, Bournemouth, Brighton oraz Londyn, gdzie zaśpiewa w Royal Albert Hall z towarzyszeniem orkiestry koncertowej BBC.
Trzy koncerty w ramach pożegnalnej trasy koncertowej odbędą się także w Irlandii, choć pod inną nazwą, An Evening with Elaine Paige (pol. Wieczór z Elaine Paige). 28 i 29 października 2014 roku artystka wystąpi w National Concert Hall w Dublinie, a 31 października w Cork Opera House.
Kolejne trzy koncerty w ramach pożegnalnej trasy odbędą się na początku grudnia 2014 roku w Australii, Elaine Paige wystąpi w Brisbane, Melbourne oraz Sydney. Na wiosnę 2015 roku wyruszy w krótką trasę po Stanach Zjednoczonych.
W programie Alan Titchmarsh Show emitowanym 7 marca 2014 roku na kanale ITV artystka potwierdziła, że będzie to jej ostatnia trasa koncertowa, ale nie przechodzi definitywnie na emeryturę, nie wykluczając w przyszłości okazjonalnych występów.
10 lutego 2014 roku na oficjalnej stronie artystki poinformowano o podpisaniu kontraktu na prawach wyłączności pomiędzy Paige a telewizją Sky Arts, obejmującego nagranie sześciu odcinków programu The Elaine Paige Show, który poprowadzi. Nagrania wszystkich odcinków odbywały się w marcu 2014 roku w legendarnych Riverside Studios w Londynie.
12 maja 2014 roku do sprzedaży trafiła nowa jubileuszowa kompilacja Elaine Paige: The Ultimate Collection, wydana przez Warner Bros. / Rhino UK. Album dostępny jest w wersji standardowej (1CD), specjalnej limitowanej edycji (2CD) oraz jako digital download.

### Życie osobiste
Artystka nigdy nie wyszła za mąż, nie ma również dzieci. W latach osiemdziesiątych była związana z Timem Rice’em, autorem tekstów do musicali w których występowała.
W roku 1995 zdiagnozowano u niej raka piersi. Złośliwy guz został usunięty bez mastektomii, Paige przez następnych kilka lat przechodziła radioterapię i terapię hormonalną.
Elaine cierpi również od 1989 na toczeń rumieniowaty. Udziela się społecznie w fundacjach zwalczających obie choroby.
W roku 1995 Elaine Paige otrzymała tytuł Oficera Orderu Imperium Brytyjskiego za wkład w rozwój brytyjskiego musicalu.

## Musicale i inne projekty sceniczne
| Okres                      | Projekt                                        | Rola                                      | Teatr                                                         | Nagrody |
| -------------------------- | ---------------------------------------------- | ----------------------------------------- | ------------------------------------------------------------- | --- |
| 1968–1970                  | Hair                                           | chór                                      | - Shaftesbury Theatre                                         | |
| 1973–1974                  | Grease                                         | Sandy                                     | - New London Theatre                                          | |
| 1974–1975                  | Billy                                          | Rita                                      | - Theatre Royal, Drury Lane                                   | |
| 1975–1976                  | The Boyfriend                                  | Maisie                                    | - Haymarket Theatre, Leicester                                | |
| 1978–1980                  | Evita                                          | Eva Perón                                 | - Prince Edward Theatre                                       | - Wygrana: Laurence Olivier Award for Best Performance in a Musical - Wygrana: Society of West End Theatre Award for Best Actress in a Musical - Wygrana: Variety Club Award for Showbusiness Personality of the Year |
| 1981–1982                  | Cats                                           | Grizabella                                | - New London Theatre                                          | |
| 1983–1984                  | Abbacadabra                                    | Miss Williams / Carabosse                 | - Lyric Theatre, Hammersmith                                  | - 1984: Rear of the Year Award |
| 1986–1987                  | Chess                                          | Florence Vassy                            | - Prince Edward Theatre                                       | - Wygrana: Variety Club Award for Recording Artiste of the Year - Nominacja: Laurence Olivier Award for Best Actress in a Musical - Wygrana: Head of the Year Award                                                   |
| 1989–1990                  | Anything Goes                                  | Reno Sweeney                              | - Prince Edward Theatre                                       | - Nominacja: Laurence Olivier Award for Best Actress in a Musical |
| 1993–1994                  | Piaf                                           | Édith Piaf                                | - Piccadilly Theatre                                          | - Wygrana: Gold Badge of Merit Award BASCA - Nominacja: Laurence Olivier Award for Best Actress in a Musical |
| 1994, 1995–1996, 1996–1997 | Sunset Boulevard                               | Norma Desmond                             | - Adelphi Theatre (West End) - Minskoff Theatre (Broadway)    | - Wygrana: Variety Club Award – Best Actress of the Year - Nominacja: Laurence Olivier Award for Best Actress in a Musical                                                                                            |
| 1998                       | The Misanthrope                                | Célimène                                  | - Piccadilly Theatre                                          | - Wygrana: Lifetime Achievement National Operatic and Dramatic Association |
| 2000–2001                  | The King and I                                 | Anna Leonowens                            | - London Palladium                                            | |
| 2003                       | Where There's a Will                           | Angèle                                    | - Yvonne Arnaud Theatre - Theatre Royal, Brighton             | |
| 2004                       | Sweeney Todd: The Demon Barber of Fleet Street | Mrs. Lovett                               | - New York City Opera                                         | - Nominacja: Drama Desk Award for Outstanding Actress in a Musical |
| 2007                       | The Drowsy Chaperone                           | The Drowsy Chaperone / Beatrice Stockwell | - Novello Theatre                                             | - Nominacja: Theatregoers' Choice Award\|What'sOnStage Award for Best Supporting Actress in a Musical |
| 2011                       | Follies                                        | Carlotta Campion                          | - Kennedy Center (Washington DC) - Marquis Theatre (Broadway) | - Nominacja: Drama Desk Award for Outstanding Featured Actress in a Musical |

## Dyskografia

### Solo
- 1978: Sitting Pretty (EMI)
- 1981: Elaine Paige (Warner Music Group)
- 1983: Stages (Warner Music Group)
- 1984: Cinema (Warner Music Group)
- 1985: Love Hurts (Warner Music Group)
- 1986: Christmas (Warner Music Group)
- 1987: Memories: The Best Of Elaine Paige (Telstar)
- 1988: The Queen Album (Virgin Records)
- 1990: The Collection (Pickwick Music)
- 1991: Love Can Do That (RCA Records & BMG Records)
- 1991: An Evening With Elaine Paige – Live (RCA Records & BMG Records)
- 1993: Romance & The Stage (RCA Records & BMG Records)
- 1994: Piaf (Warner Music Group)
- 1995: Encore (Warner Music Group)
- 1997: From A Distance (BMG Camden)
- 1997: Performance – Live (Sony Music)
- 1998: On Reflection: The Very Best Of Elaine Paige (Telstar)
- 2004: Centre Stage: The Very Best Of Elaine Paige (Warner Music Group)
- 2006: Essential Musicals (Universal)
- 2007: Songbook (Sony Music BMG)
- 2008: Sweet Memories: The Essential Elaine Paige, 2CD (Demon Music Group)
- 2009: Celebrating a Life on Stage – Live in Sydney 2009 / zapis koncertu wydany w dwóch wersjach, jako DVD oraz CD (EP Records)
- 2010: Elaine Paige And Friends (Warner Music Group/Rhino UK)
- 2012: Celebrating a Life on Stage – Live in Sydney 2009 / reedycja DVD (WienerWorld UK)
- 2014: The Ultimate Collection (Warner Music Group/Rhino UK)

### Albumy musicalowe
- 1970: Hair / Original London Cast Recording
- 1974: Billy / Original London Cast Recording (CBS & Columbia Records)
- 1978: The Barrier: A Love Story / 1978 London Studio Cast Recording (Eurodisc)
- 1978: Evita / Original London Cast Recording (MCA Records)
- 1981: Cats / Original London Cast Recording (Polydor Records)
- 1984: Chess / 1978 London Studio Cast Recording (RCA Records & BMG Records)
- 1989: Anything Goes / Original London Cast Recording (First Night Records)
- 1992: Nine / London Concert Cast (TER International Ltd.)
- 2000: The King and I / Original London Cast Recording (Warner Music Group)
- 2011: Follies / 2011 Broadway Cast (P.S. Classics)

## Filmografia
W 1980 roku Elaine Paige zagrała w serialu Ladykillers rolę morderczyni Kate Webster. W 1981 roku pojawiła się w serialu Tales of the Unexpected (ITV), gdzie wcieliła się w rolę Suzie, dziewczyny pracującej w małym kasynie, próbującej zabawiać gości, która w końcu decyduje się na ucieczkę z głównym bohaterem. Zagrała także w jednym odcinku serii kryminałów Agaty Christie Panna Marple (BBC) oraz w serialu Where the Heart Is (ITV). W 1989 roku pojawiła się w serialu Unexplained Laughter (BBC).